# Miroir des Saxons

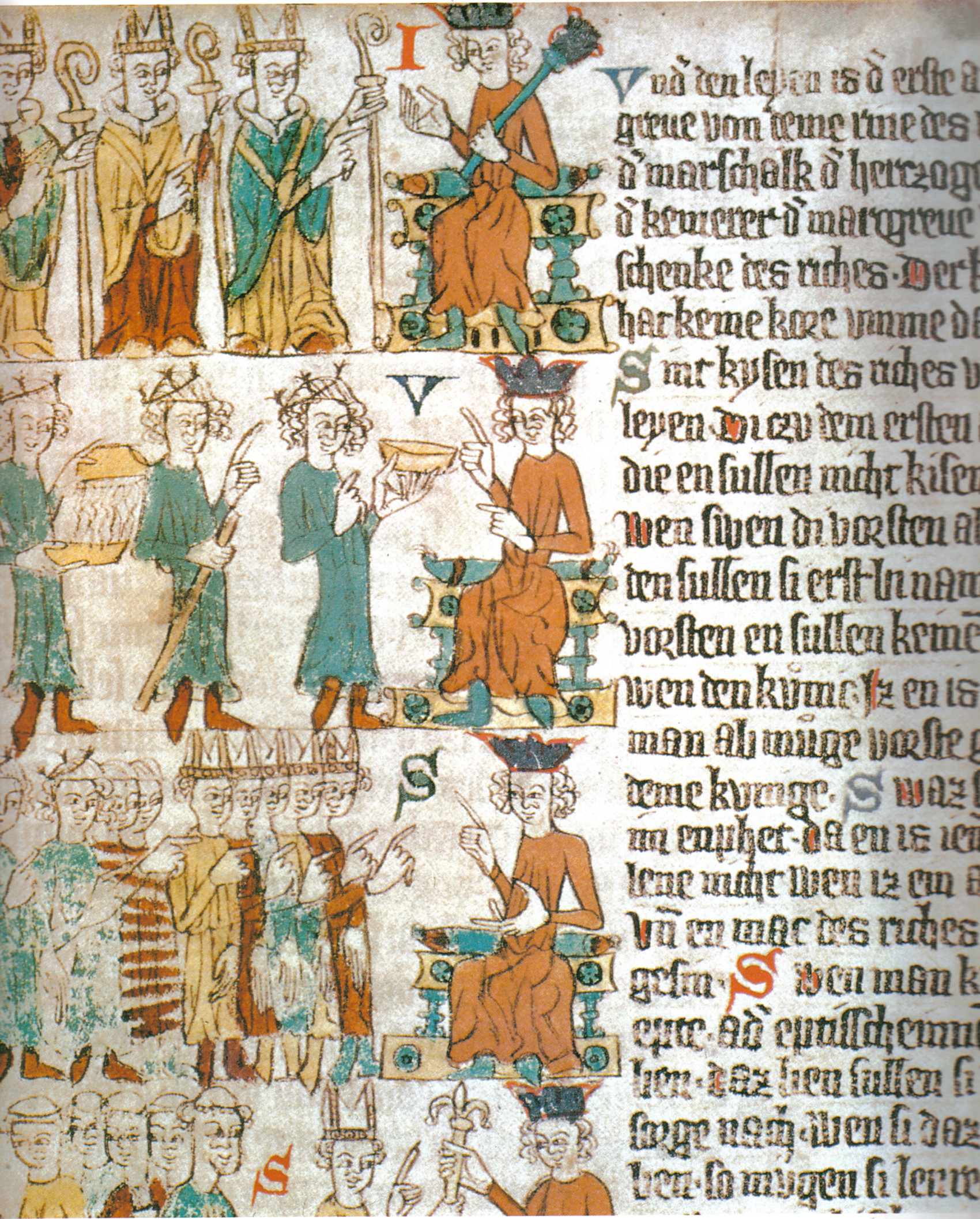
L’élection du roi des Romains. En haut : les princes-évêques lors de l'élection, désignant le roi. Au milieu : le comte palatin du Rhin a préséance en tant qu'écuyer tranchant avec une coupe dorée, derrière lui le duc de Saxe brandit le bâton de maréchal et le margrave de Brandebourg, qui en tant que chambellan apporte une bassine avec de l'eau chaude. En bas : le nouveau roi devant les Grands de l'empire (tiré du Miroir des Saxons de Heidelberg, vers 1300).

Le Miroir des Saxons (Sassenspegel en bas-allemand, Sassen Speyghel en moyen bas allemand) est le plus prestigieux et, avec le code royal de Mühlhausen, le plus ancien coutumier médiéval allemand et, par la même occasion, le premier texte littéraire en prose composé en moyen bas allemand.

## Contexte historique et constitution du recueil
Toute tradition juridique se caractérise par les sources du droit. Au Moyen Âge, et cela jusqu'au XIIIe siècle, le droit des différentes nations germaniques tendait à se ramifier. On y trouvait une multitude de coutumes, de chartes et, particularité germanique, de Landfrieden, capitulations concédées par un seigneur à ses sujets. C'est ainsi qu'au cours du bas Moyen Âge qui suivit, le droit romain devait s'accommoder des droits régionaux : recueils jurisprudentiels, chartes urbaines et coutumes locales. Les expressions du droit coutumier imprégnaient la langue parlée.
Les livres traitant du droit étaient l'œuvre d'un seul homme, dépourvu de charge officielle. C'est à l'un de ces auteurs, Eike von Repgow, qu'il revint de composer le Miroir des Saxons, créé entre 1220 et 1230, l'un des principaux ouvrages juridiques du Moyen Âge, pour ne pas dire le plus important. Jusqu'à sa rédaction, le droit médiéval en Allemagne était un droit coutumier de tradition orale : caractérisé par le poids de la tradition, l'importance de la mise à l'épreuve et la recherche de compromis, il manquait d'unité, ses concepts étaient vagues et la logique lui était étrangère.
La mort d’Henri VI en 1197 entraîna les déchirements de l'empire entre la dynastie des Hohenstaufen et celle des Guelfes. Le meurtre en 1208 de Philippe de Souabe, qui régnait comme un potentat local, et l'ascension de Frédéric II imprimèrent leur marque sur les pays de langue allemande. Les capitulations de Mayence de 1235, tout en donnant au Saint-Empire une structure hiérarchique, mirent un terme à l’indépendance des seigneuries.

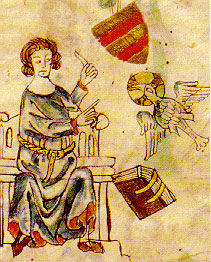
Miniature représentant Eike von Repgow tirée du Miroir d’Oldenbourg
(XIVe siècle)

Au XIIIe siècle, le pouvoir judiciaire était exercé par des laïcs. Les territoires, villes et villages s'appuyaient sur différentes juridictions et instances. Le maintien de l’ordre était donc assuré de différentes manières. Un nombre important de personnages étaient chargés de l'application du droit (juges, jurés, échevins). Ainsi la connaissance du droit était partagée, mais n'était l'apanage d'aucun.

« ...[le droit] ne survivait qu’à travers la mémoire des générations, tout à la fois tributaire de la tradition et travaillé par l'expérience changeante et les représentations d’une époque, suivant un processus obscur de transmission et d’assimilation, que l’on ne résume qu'imparfaitement sous le vocable de progrès. »

— Hans Thieme, Intr. à Sachsenspiegel (Landrecht) (trad. Cl. von Schwerin, éd. Reclam, 1987).
Le droit n’existait qu’à travers un certain nombre de statuts, de chartes et de sentences orales ainsi qu’à travers des jurisprudences. Peu d’Allemands avaient fréquenté un jour une université.
C'est dans ce contexte qu'il faut apprécier la portée du travail de Eike von Repgow, qui le premier a entrepris de rédiger un livre de droit complet en langue allemande. Car le Miroir des Saxons est le premier grand texte juridique du monde germanique écrit, non en latin, mais dans un parler allemand. Eike von Repgow voulait coucher par écrit la tradition juridique de son peuple et présenter le droit comme composante de l'ordre chrétien. D'un point de vue moderne, Eike von Repgow a rénové le droit. En 2005, le canoniste Peter Landau a comparé la version conservée au monastère cistercien d’Altzelle avec les sources d'Eike von Repgow et est arrivé à la conclusion que l'ouvrage avait pu voir le jour dans les environs d’Altzelle.
Le Miroir des Saxons n'est pas un code juridique. L'auteur s'est assigné la tâche de fixer le droit coutumier de son époque ; mais il a parfois innové à son insu, et s'est aussi fait l'écho à l'occasion des lois déjà désuètes. Ce traditionalisme a d'ailleurs valu au livre son autorité, si bien qu'il a très vite été considéré comme un véritable code. Son titre de Miroir des Saxons  le rattache au genre littéraire du miroir vivace à l'époque de sa rédaction. Combattre l'injustice et répandre la connaissance du droit, tels étaient les objectifs poursuivis par Eike von Repgow :
| « Diz recht en habe ich selbir nicht erdacht, ez haben von aldere an uns gebracht Unse guten vorevaren. mag ich ouch, ich will bewaren, Daz min schatz under der erden mit mir nicht verwerden. Von gotis genaden die lere min sal al der werlt gemeine sin. » | Je n'ai pas moi-même composé ce droit, il a été transmis pour notre bien jusqu'à nous par les anciens. Aussi je voudrais, si je le peux, que mon trésor ne pourrisse pas sous terre avec moi. Puisse mon enseignement par la grâce de Dieu venir en partage au monde entier. |

Eike von Repgow veut faire de son livre le reflet de la tradition juridique allemande.
| « spigel der sachsen Sal diz buch sin genannt, wenne der sachsenrecht ist hir an bekannt, Alse an eine spigel de vrowen ive antlitz schowen. » | Miroir des Saxons, c'est ainsi qu'il faut appeler ce livre, puisqu'on y fait connaître la justice de Saxe, de même qu'un miroir montre aux femmes leur visage. |

Le Miroir des Saxons est un indice de l’émergence du sentiment national. Il traite avant tout du droit coutumier allemand, mais contient aussi certains articles du droit romain et de la loi biblique. La recherche actuelle souligne l'influence du droit ecclésiastique. Ainsi, tandis qu'on composait les chants et les épopées dans les parlers dialectaux, paraissait simultanément à Mühlhausen l'un des premiers livres de droit civil. Un peu partout le besoin de codifier les principes juridiques se faisait sentir.
Le Miroir des Saxons ne s'est formé que peu à peu, entre 1220 et 1235. Il fut d'abord rédigé en latin, sur le modèle d’un recueil de droit seigneurial intitulé Auctor vetus de beneficiis. Le comte Hoyer von Falkenstein demanda au clerc Eike von Repgow de traduire le Miroir des Saxons en allemand. Dans le prologue versifié, on reconnaît la plume de différents auteurs. Deux scribes différents l'ont remanié par la suite, de sorte que la première partie de cet exorde en vers n'est pas de la plume d'Eike von Repgow.

## Contenu

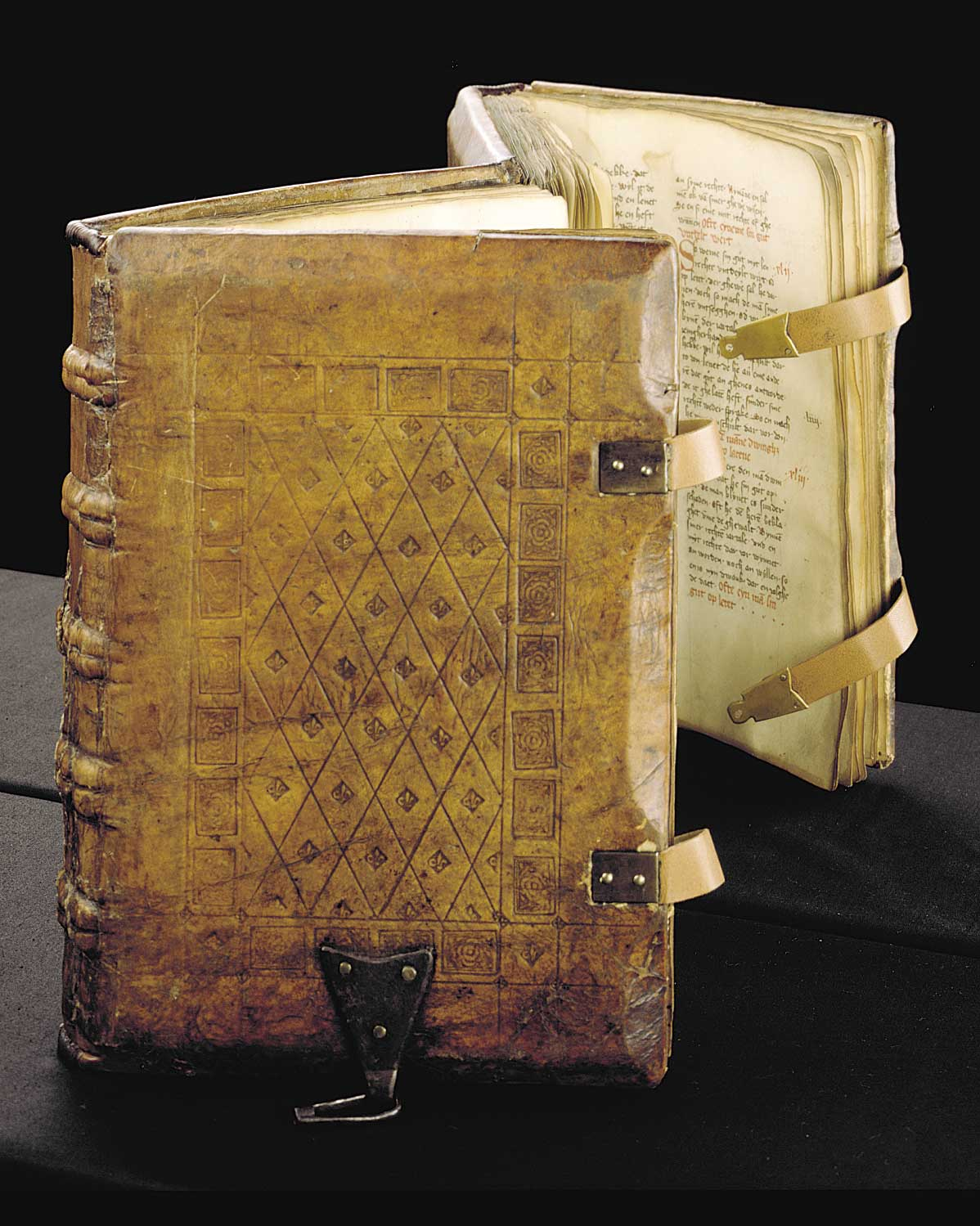
Manuscrit du Sachsenspiegel de 1385 conservé à la bibliothèque municipale de Duisbourg.

Le Miroir des Saxons rassemble deux traditions juridiques distinctes, celles du droit coutumier et du droit féodal. Ce n'est que vers 1300 qu'il prendra une forme tripartite.
- Le Landrecht est le droit des hommes libres (dont les paysans). Il traite du droit foncier, des héritages, du mariage, du partage des biens et du droit de propriété. Il contient donc le droit civil et l’organisation judiciaire.
- Le Lehnrecht traite des rapports entre les autorités du pays, par exemple de l’élection des empereurs et des rois, de la vassalité etc. On peut de ce point de vue le comparer au Droit constitutionnel moderne.

Le Miroir des Saxons ignore les questions d’administration, d’étiquette et les privilèges urbains, ce qui, avec l'explosion urbaine caractéristique du Moyen Âge, laissait bien des points d'ombre en matière juridique. Bien que dans son prologue l'auteur admette que son recueil est incomplet et qu'il en appelle à ses contemporains pour l'améliorer, ces thèmes d'importance cruciale ne furent jamais incorporés au livre.
Le Miroir des Saxons nous est parvenu par quatre manuscrits enluminés à dorure partielle (les manuscrits de Dresde, Heidelberg, Oldenbourg et Wolfenbüttel) ainsi que par 435 manuscrits (341 sur le droit coutumier, 94 sur le droit féodal) et plusieurs fragments. L'énoncé des lois est calqué sur des situations vécues. Le modèle narratif est celui d'une audience de tribunal. L'énoncé des règles est tout à la fois expressif, concret et imagé. Les sentences solennelles alternent avec les adages : « Que celui qui arrive le premier au moulin commence à moudre le premier » (« Wer ouch erst zu der mulen kumt, der sal erst malen ») ; « lorsque deux hommes doivent se partager un héritage, que le plus âgé fasse le partage et que le plus jeune choisisse » (« Wor zwene man ein erbe nemen sollen, der eldeste teile unde der iungere kise »). Le droit qui émane du Miroir est d'essence sacrée, non profane. L'ouvrage évoque des exemples de la Bible à de nombreuses reprises.

« Ainsi Raison et Vérité divine sont chez Eike les deux appuis qui font défaut au droit coutumier local. Comme d'autres Specula médiévaux, le Miroir des Saxons ne fournit pas simplement des applications, mais des exemples. »

— Karl Kroeschell
Les règles n'ont pas de logique d'intérêt, elles sont fondées en religion.
On y retrouve les traits bucoliques du monde médiéval :
« On y construit des viviers, on défriche des terres, on construit sa maison. On conclut des pactes, les brigands sont châtiés. Les héritages, la propriété foncière et agricole et les « meubles » tissent la toile de fond. ».
Outre les successions, le droit de la famille est également abordé, par le biais des relations de la femme au mari et de la notion de communauté des biens.
La procédure judiciaire médiévale est traitée exhaustivement. Le roi est le juge suprême. Un tribunal comtal siège trois fois l'an. Il est présidé par le comte ou son représentant. Les échevins prononcent le verdict. La langue officielle est l’allemand, mais l’accusé a le droit de plaider dans sa langue maternelle.
Eike von Repgow a accordé une attention particulière au droit pénal. À l'origine on y trouvait les multiples Landfrieden, qui n'étaient finalement pas transposables. La légitime défense est parfaitement admise. Les règles du combat en duel sont codifiées en détail. Plusieurs mode d'exécution sont décrits, les phases préliminaires et les conséquences de la mise au ban sont explicitées.
Il n'est pas jusqu'à la théorie des deux pouvoirs qui ne soit abordée. Eike von Repgow était lui-même partisan de la thèse originelle de l'égalité en prérogative du pape et de l'Empereur, ce qui poussa les papes à contester certains articles du Miroir des Saxons.
Il couvre en outre l'élection du roi des Romains : ce sera d'ailleurs le point de départ de la « Bulle d'or » de 1356. La dignité impériale, contrairement à la couronne royale, dépend de la bénédiction du pape.
Le Miroir des Saxons accorde une attention particulière aux sept classes (Heerschild) composant la hiérarchie du ban :
1. le roi
2. les princes ecclésiastiques
3. les comtes palatins
4. les chevaliers et barons d'empire
5. les hommes libres d’un échevinage, les vassaux libres et ministériels
6. les vassaux d'un échevinage, etc.
7. tous les autres sujets, qui ne sont pas mentionnés ci-dessus : paysans et les bourgeois ne sont pas mentionnés.

## Influence et postérité
Dans le droit moderne allemand, on décèle encore des liens avec le recueil de lois médiéval : ils sont à rechercher dans le régime des successions, de la propriété foncière, des servitudes et voiries ou du droit de l'environnement. L'exemple le plus connu, emprunté au droit privé est le cas bien connu des troubles du voisinage. Le débordement de branches ou l'intrusion de racines au-dessus (resp. sous) des limites d'une propriété, la chute de fruits dans le jardin d'un voisin devait, déjà au Moyen Âge, conduire à des procès. La comparaison directe des dispositions du Miroir médiéval (Ldr. II 52 §§ 1, 2 dans le manuscrit de Heidelberg) avec le Code civil allemand (§§ 910 et suiv.) est à cet égard révélatrice. Des règles importantes du droit moderne remontent également au Miroir des Saxons, comme l’arrestation « en flagrant délit » (Ldr. II 35) ou, dans le régime des successions, la règle allemande des trente jours du § 1969 du BGB.
Le Miroir des Saxons, en tant que l'une des premières œuvres en prose de la littérature allemande, est un témoignage important des débuts de l’unification des parlers moyen-allemands. Bien qu'il ne constitue qu'un recueil particulier du droit coutumier saxon, cet ouvrage acquit bientôt une telle influence, qu'il s'imposa proprement jusqu'à l’Époque moderne comme un texte juridique fondamental dans l’espace saxon et même dans toute l’Allemagne du nord. C'est surtout au travers de multiples gloses (utilisées parfois comme sources auxiliaires par les tribunaux) que le Miroir des Saxons fut commenté (par ex. par le juge brandebourgeois Johann von Buch au début du XIVe siècle). La conformité entre le droit coutumier et la jurisprudence, tirée de l'expérience quotidienne, participa à la reconnaissance de l’autorité du recueil, dont la connaissance se propagea relativement vite des Pays-Bas aux pays baltes. Le Miroir des Saxons servit bientôt de modèle pour d’autres textes juridiques, comme le Miroir saxon d'Augsbourg, le Miroir des Allemands, le Miroir des Souabes, à d’innombrables recueils polonais et au Code de Meissen. Sa diffusion s'explique particulièrement par celle du Droit de Magdebourg, liée aux fondations de villes accompagnant la colonisation des marches orientales de l'Empire, et les emprunts aux libertés urbaines inspirées de ce textes, loin en Europe de l'Est (Pologne, Bohême, Slovaquie, Pays baltes, Russie blanche, Ukraine).
Le Miroir des Saxons s'appliqua en Prusse jusqu’à la promulgation de l’Allgemeines Landrecht für die Preußischen Staaten de 1794, en Saxe jusqu’en 1865 (date de l'introduction du BGB saxon), dans le Holstein, l’Anhalt et la Thuringe en tant que texte auxiliaire jusqu’à l'entrée en vigueur du BGB en 1900. Le droit seigneurial ne fut aboli en Prusse qu'en 1850. En matière de droit privé, les juges du Reichsgericht se sont référés au Miroir jusqu'en 1932. Plus aucun tribunal ne s'y réfère de nos jours.
L’historien du droit Hans Thieme qualifiait le Miroir de « principal obstacle à l'introduction du droit romain ». En 1933, les nazis proclamèrent Eike von Repgow « militant d'un droit allemand autonome et proche du peuple ». Wolfgang Ebel affirma pour sa part : « On peut à bon droit qualifier Eike de plus grand législateur de l'histoire du droit allemand ». Venant d'un tenant extrémiste du droit coutumier, cette sentence sonne comme un paradoxe, mais sied bien à une conclusion.
Le Miroir des Saxons influença par ses préceptes juridiques l’Europe centrale, balkanique et danubienne. C'est pourquoi il bénéficie d'une paternité reconnue dans le droit moderne. Aucun autre texte juridique allemand n'a plus jamais connu un tel écho sur une aussi longue période et à une telle échelle.